# レイエ川
レイエ川（レイエがわ、オランダ語: Leie）は、フランスとベルギーを流れる河川で、スヘルデ川の支流。オランダ語名はライエ川とも表記される。フランス語名はリス川（Lys）。フランス北部のパ＝ド＝カレー県に源を発し、ベルギーのヘントでスヘルデ川と合流する。全長は202km。

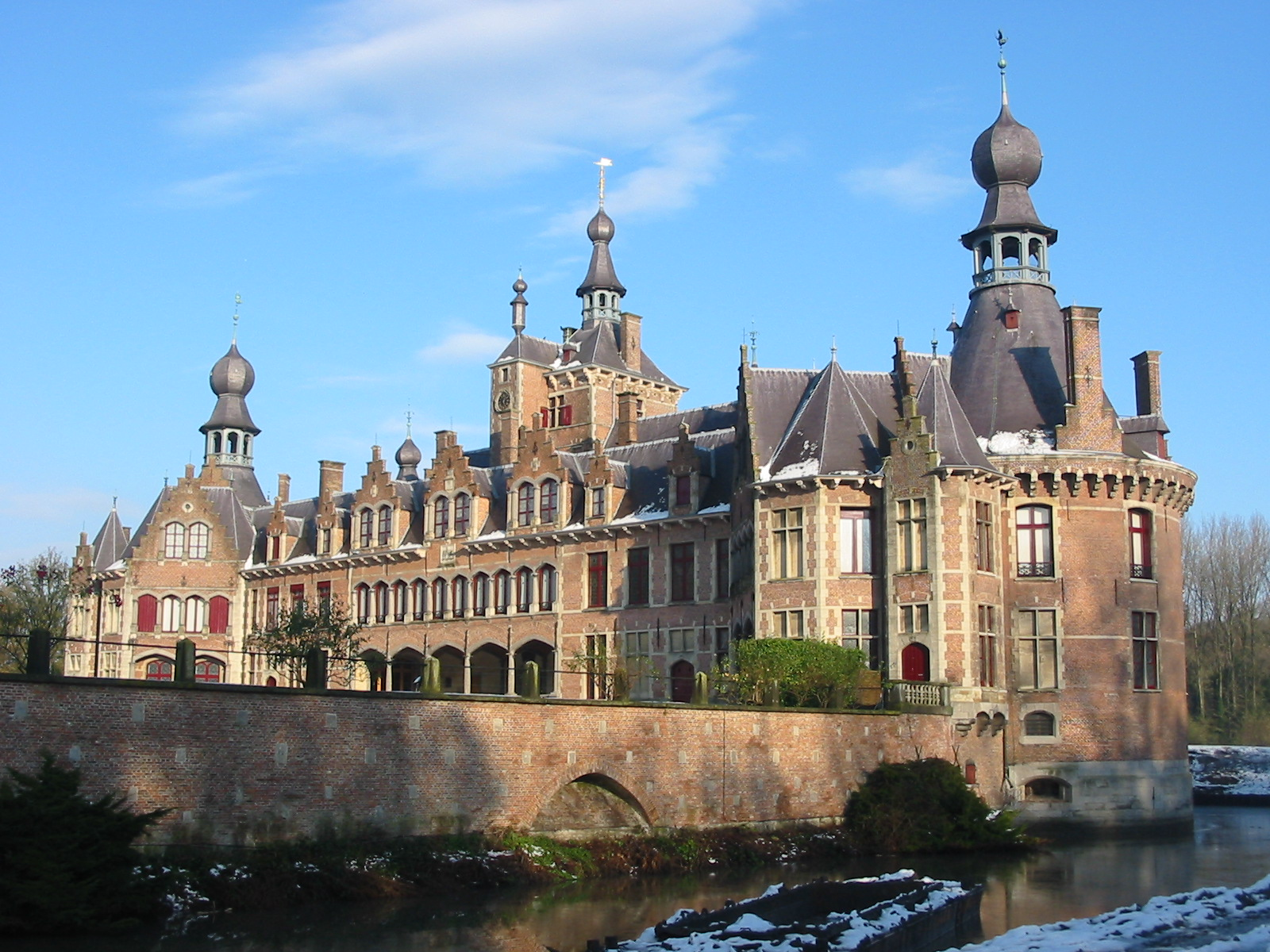
レイエ川沿いに建つオーイドンク城は、レイエ川の真珠と称される。

人口が過密な工業地帯を流れることから、水質は非常に悪い。昔はアマの紡織でよく知られていた。ベルギーのデーンズとヘントの間のレイエ地域は、20世紀前半に多くの画家が題材にした。
川は源流があるパ＝ド＝カレー県リズブールから、下記の都市をめぐりながら北東へ流れてゆく。
フランス
- パ＝ド＝カレー県 - テルアンヌ、エール＝シュル＝ラ＝リス
- ノール県 - メルヴィル、アルマンティエール、アルワン

ベルギー
- エノー州 - コミーヌ＝ヴァルヌトン
- ウェスト＝フランデレン州 - メーネン、コルトレイク、ワレヘム、ウェルヴィク
- オースト＝フランデレン州 - ズルテ、デインズ、ヘント